# Куатбаев, Куангали Куатбаевич
Куангали Куатбаевич Куатбаев (каз. Қуатбаев Қуанғали Қуатбайұлы, 14 октября 1931 года — 11 апреля 2002 года, Алма-Ата) — советский и казахстанский учёный, академик Национальной инженерной академии Республики Казахстан, специалист в области технологии силикатных и строительных материалов.

## Биография
Родился 14 октября 1931 года в Атырауской области (бывшей Гурьевской, Жылокосинском районе, в совхозе Жана-жол, местности Карагай мечеть.
После окончания 8 классов Кулсаринской средней школы им. Абая в 1947 году переехал в Алма-Ату, где учился в средней школе интернате № 18 им. Джамбула.
После окончания школы в 1949 году поступил в Ленинградский технологический институт им. Ленсовета, который окончил в 1954 году.
Научную деятельность начал в 1954 году в институте строительства, архитектуры и строительных материалов АН КазССР, переименованном сначала в Казахский филиал Академии строительства и архитектуры СССР, а затем в научно-исследовательский и проектный институт строительных материалов (НИИстромпроект).
Работал научным сотрудником, заведующим лабораторией, а затем более 30 лет — заместителем директора по научной части.
В 1962 году Куатбаев в Московском химико-технологическом институте им. Д. И. Менделеева защитил кандидатскую, а в 1982 году — докторскую диссертации.
В 1984 году присвоено учёное звание профессора. В 1995 году избран академиком Национальной Инженерной Академии Республики Казахстан.
Автор более 500 опубликованных научных трудов, в том числе, около 100 авторских свидетельств и 10 монографий. Кроме того, с его участием разработаны 35 нормативов.
Труды изданы за рубежом на английском, немецком, венгерском, румынском языках и находятся в ведущих библиотеках мира (Библиотека Конгресса США, Национальных библиотеках других стран).
Под его научным руководством подготовлено более 20 кандидатов и 3 доктора технических наук.
Приоритетное направление деятельности — технология бесцементных силикатных материалов.
Проводил фундаментальные исследования по разработке новых видов связующих, таких как кварцево-нефелиновое, альбито-нефелиновое, которые образуются и твердеют в едином технологическом цикле получения силикатных материалов.
Являлся членом редакционной коллегии Стройиздата СССР, членом и автором статей Казахской советской энциклопедии, членом научно-технического комитета по науке и технике СССР.

## Награды и звания
- орден Трудового Красного Знамени[2]
- орден «Знак Почёта»[2]
- три медали «За доблестный труд»
- «Заслуженный строитель Республики Казахстан»[1]